# گرازماهی پهلوسفید
گرازماهی پهلوسفید گونه‌ای گرازماهی است که در شمال اقیانوس آرام زندگی می‌کند. این گونه پس از آنکه در دهه ۱۹۷۰ معلوم شد که هزاران تن از آن‌ها و نیز دیگر آب‌بازان به دلیل گیر افتادن اتفاقی در تورهای ماهیگیری کشتی‌های شکار آزادماهی در آن مناطق کشته می‌شوند، زیر توجه شدید قرار گرفت. گرازماهی پهلوسفید تنها عضو سرده گرازماهی‌نماها است. نام علمی این گونه برگرفته از نام ویلیام هیلی دال، طبیعی‌دان آمریکایی، است.

## توصیف ظاهری

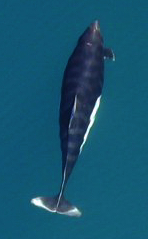
تصویر یک گرازماهی پهلوسفید از بالا.

شکل منحصر به فرد گرازماهی پهلوسفید تشخیص آن را از دیگر آب‌بازان آسان می‌کند. این جانور بدنی بسیار قطور و سری کوچک و بدون نوک دارد. رنگ‌آمیزی بدن آن بسیار همانند نهنگ قاتل است؛ رنگ اصلی بدن خاکستری بسیار تیره متمایل به سیاه است با الگوهای سفید رنگ بر پهلوها و شکم. باله پشتی صاف و شق گرازماهی درست در میانه پشت آن قرار دارد و بر بخش بالایی این باله الگویی سفید تا خاکستری رنگ دیده می‌شود.
گرازماهی پهلوسفید بزرگترین گونه گرازماهی است. آن‌ها اغلب طولی میان ۱٫۸ تا ۲ متر پیدا می‌کنند و به ندرت به ۲٫۲ متر نیز می‌رسند. طول بچه‌ها در هنگام تولد کمتر از ۱ متر است. وزن گرازماهیان بالغ میان ۱۳۰ تا ۲۲۰ کیلوگرم است.
گرازماهی پهلوسفید سریع‌ترین جانور آبزی است و می‌تواند با سرعتی بیشتر از ۵۶ کیلومتر بر ساعت شنا کند.

## تغذیه
به نظر می‌رسد که گرازماهی پهلوسفید در هنگام شب به شکار می‌پردازد. این هنگامی است که برخی جانوران اعماق پایین اقیانوس به مناطق بالاتر می‌آیند. بررسی محتویات معده نشان می‌دهد که این جانور از ماهی مرکب و دیگر سرپایان، فانوس ماهی، شاه‌ماهی، ساردین، سخت‌پوستان تغذیه می‌کند. گمان می‌رود که این آب‌بازان توانایی شنا تا ژرفاهای زیاد را داشته باشند چرا که ماهیان لجه‌ای و فرالجه‌ای و عمق زیاد در رژیم غذایی آن‌ها حضور دارند.

## گستره و جمعیت
این آب‌باز در بیشتر مناطق شمال اقیانوس آرام و نواحی نزدیک به آن، چون دریای اختسک و دریای برینگ و دریای ژاپن، یافت می‌شود. جنوبی‌ترین جاهایی که این گرازماهی دیده شده‌است جنوب ژاپن در غرب و جنوب کالیفرنیا در شرق بوده.
گرازماهی پهلوسفید از دیگر گونه‌های گرازماهی از آن رو که آب‌های ژرف و گرم دریاهای آزاد را ترجیح می‌دهد، متمایز است. بیشترین جمعیت این گونه در دریای اختسک یافت می‌شود.
تخمین‌هایی از تعداد جهانی این گونه در دسترس است. باور بر این است که تعداد آن‌ها در آب‌های ژاپن ۱۰۴٬۰۰۰ عدد، در دریای اختسک ۵۵۴٬۰۰۰ عدد، در آلاسکا ۸۳٬۰۰۰ عدد، در آب‌های ایالات متحده ۱۰۰٬۰۰۰ عدد باشند.